# Rundi
El rundi o kirundi és un idioma del continu dialectal Rwanda-Rundi, un conjunt de parles mútuament comprensibles que s'estén per la zona de Burundi i països veïns. És una de les llengües bantus de la branca nord-oriental i es calcula que posseeix uns 9 milions de parlants nadius.
Té cinc vocals, que poden adoptar el valor de llargues o breus, una vintena de consonants i tons que afecten el sentit de la frase (que adopta l'ordre SVO). El nombre gramatical es forma amb un prefix, com altres idiomes de la mateixa família lingüística. En la conjugació verbal adquireix molta importància l'aspecte, per sobre del temps o el nombre de complements exigits (valència).